# Olof Gyldén

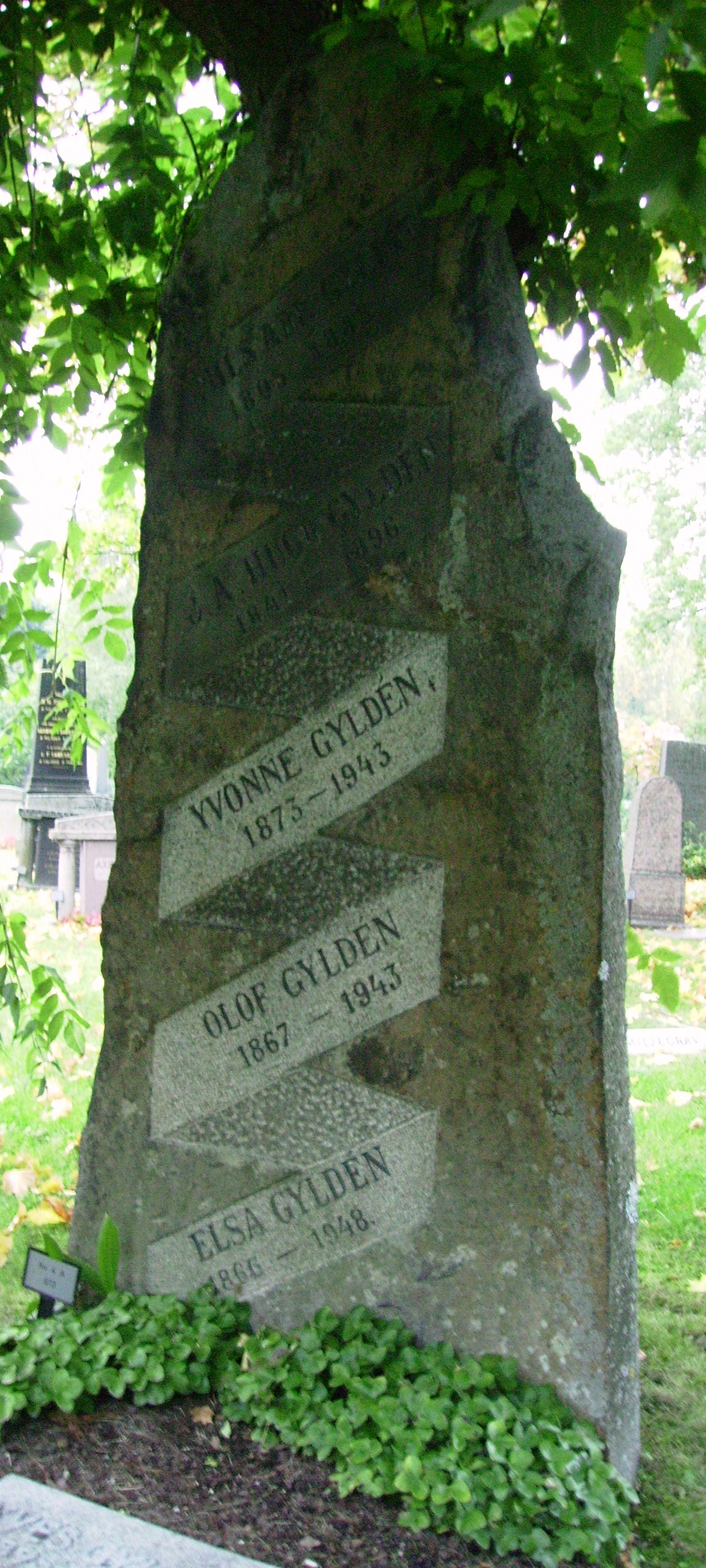
Olof Gyldéns gravvård på Norra begravningsplatsen i Solna kommun.

Hans Olof Fredrik Gyldén, född 7 november 1867 i Jena, Tyskland, död 13 juli 1943 i Stockholm, var en svensk sjöofficer och diplomat.

## Biografi
Olof Gyldén blev 1887 underlöjtnant vid svenska flottan, löjtnant 1890, studerade år 1891 i Tyskland och tjänstgjorde 1891–1895 i flottans stab. Han blev kapten 1898, ledamot av Kungliga Örlogsmannasällskapet 1899 och deltog 1901 i den svensk-ryska gradmätningsexpeditionen till Spetsbergen 1899–1902. Han var ledare för undsättningsexpeditionen som räddade Otto Nordenskjölds expedition till Sydpolen 1903–1904. Nordenskjölds skepp Antarctic hade krossats genom isskruvning.
Han blev kommendörkapten av andra graden i flottans reserv 1909 och av första graden 1916. Gyldén var ministerresident i Buenos Aires 1906–1910, och efter hemkomsten anställdes han av Nordstjernan AB. År 1913 återgick han till militär tjänstgöring, blev tillförordnad chef för Sjökrigsskolan, där han tidigare varit lärare (1897–1903). Han var ledamot av 1905 års navigationsskolekommitté och av 1916–1917 års flottstationskommitté samt ordförande i svenska AB Le Carbone. 
Olof Gyldén var son till professor Hugo Gyldén och Amalie Henriette Therese von Knebel. Han gifte sig 1894 med Yvonne Hédal (född 1873). Han var far till Yves Gyldén. Gyldén gravsattes den 20 juli på Norra begravningsplatsen i Solna kommun.